# 蔡乃煌

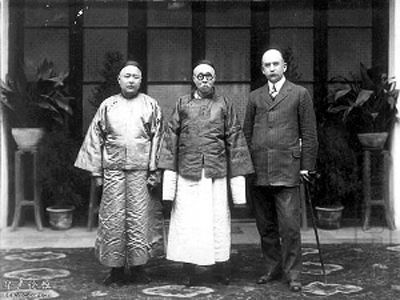
蔡乃煌（中）与美国人福开森（右）合影

蔡乃煌（1861年—1916年4月24日），字伯浩，广东番禺（今属广州）人，清末民初政治人物。

## 生平
光绪十七年（1891年），蔡乃煌中举人，但之后仕途平平，曾有在任四川总督的锡良手下任职。
但是，蔡乃煌在1907年的丁未政潮通过献上假照片诬指岑春煊暗通流亡在外的康有为、梁启超等人，经两江总督端方攀上庆亲王奕劻和袁世凯献给慈禧太后，适中慈禧大忌而最终罢免岑春煊，从此仕途飞黄腾达，1908年接替梁浩如任苏松道道员，1910年由刘燕翼接任。到任之后，蔡乃煌随即盘下《中外日报》，收买上海舆论。1910年4月，秉承两江总督张人骏之意，向李平书拨借官款创建闸北水电厂。
中华民国成立后，蔡乃煌成为袁世凯的亲信。曾任蓟、赣、粤专卖鸦片委员，广东鸦片专事局局长。护国战争爆发，云南、贵州、广西相继独立，1916年3月20日，袁世凯任命蔡乃煌、凌福彭和李翰芬帮办广东防务，监视龙济光。4月6日，龙济光被各方脅迫，宣布独立。4月12日，广东护国军司令徐勤在海珠島警察署内召开联席会议（史称海珠会议），遭到龙济光警卫军统领颜启汉等人的袭击，梁启超与陆荣廷的代表汤觉顿 、陆军少将谭学夔、警察厅厅长王广龄、广东护国军中路司令吕仲铭等当场被杀，史称海珠惨案。事后，龙济光将海珠惨案的责任推到蔡乃煌、颜启汉（事后已逃逸）的头上。4月24日，蔡乃煌被龙济光交由谭学夔的兄长、广东海军司令谭学衡押到长堤官煤局马头枪决。